# Tristagma uniflorum
Tristagma uniflorum là một loài thực vật có hoa trong họ Amaryllidaceae. Loài này được (Lindl.) Traub miêu tả khoa học đầu tiên năm 1963.

## Hình ảnh

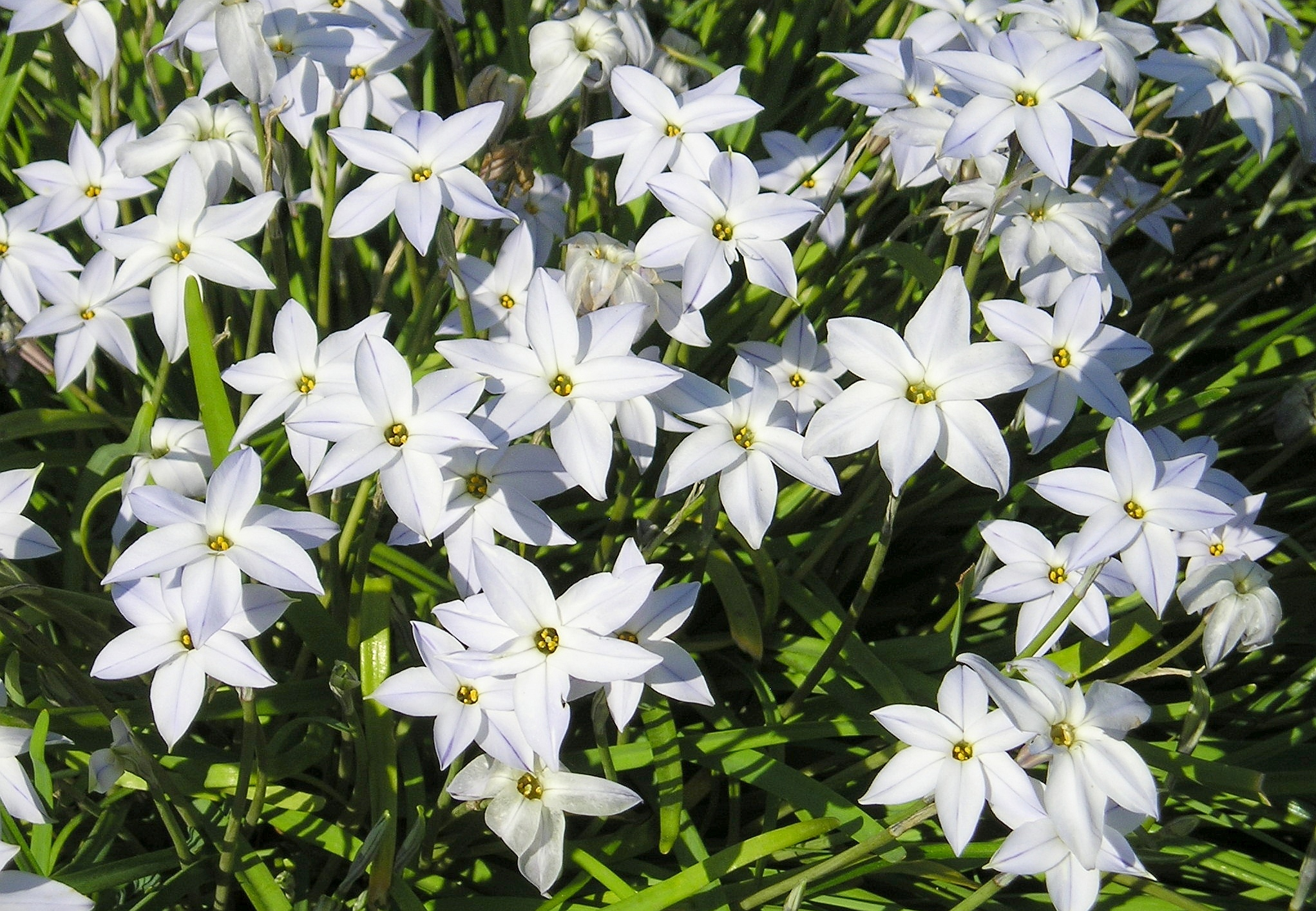
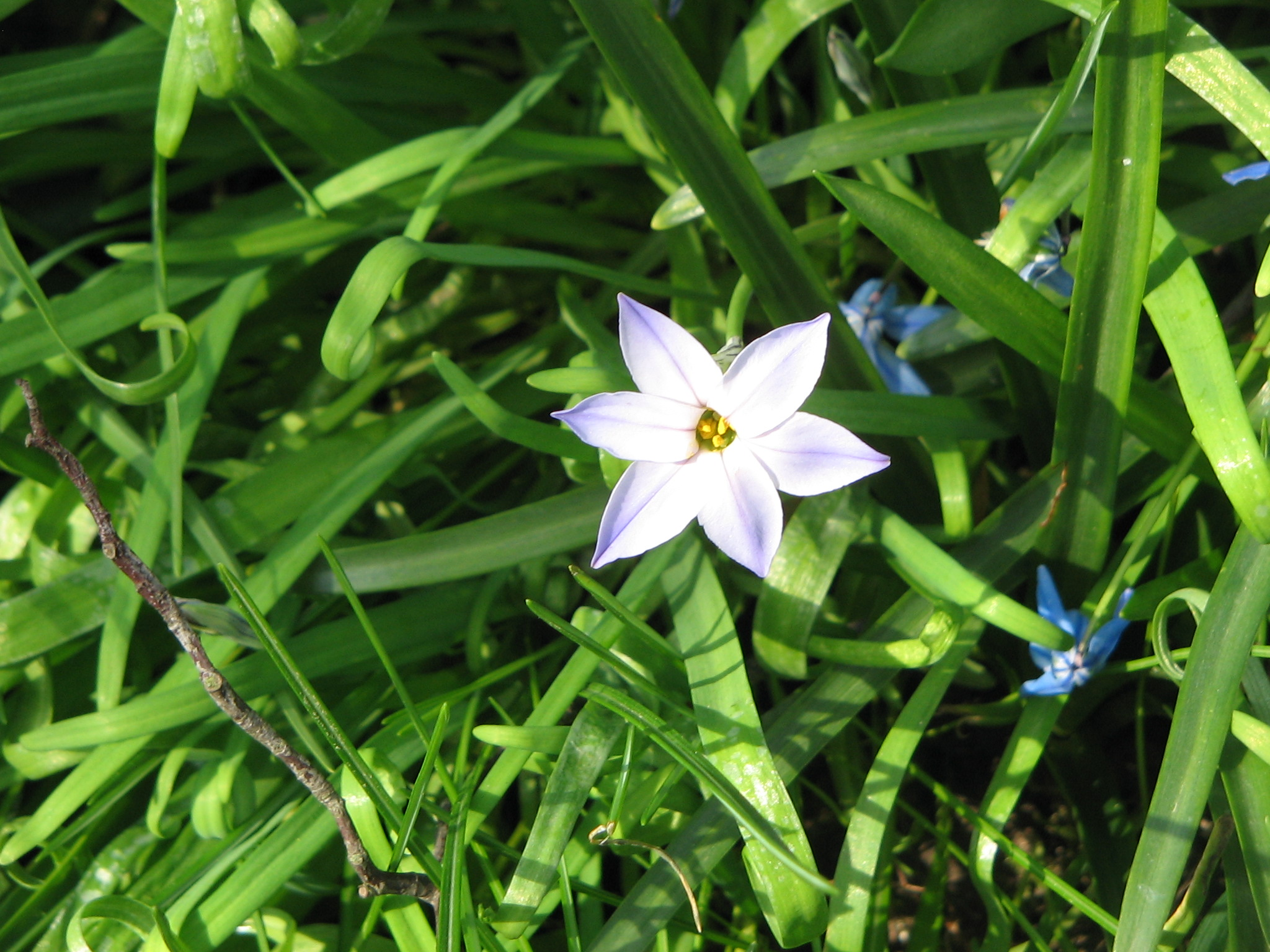
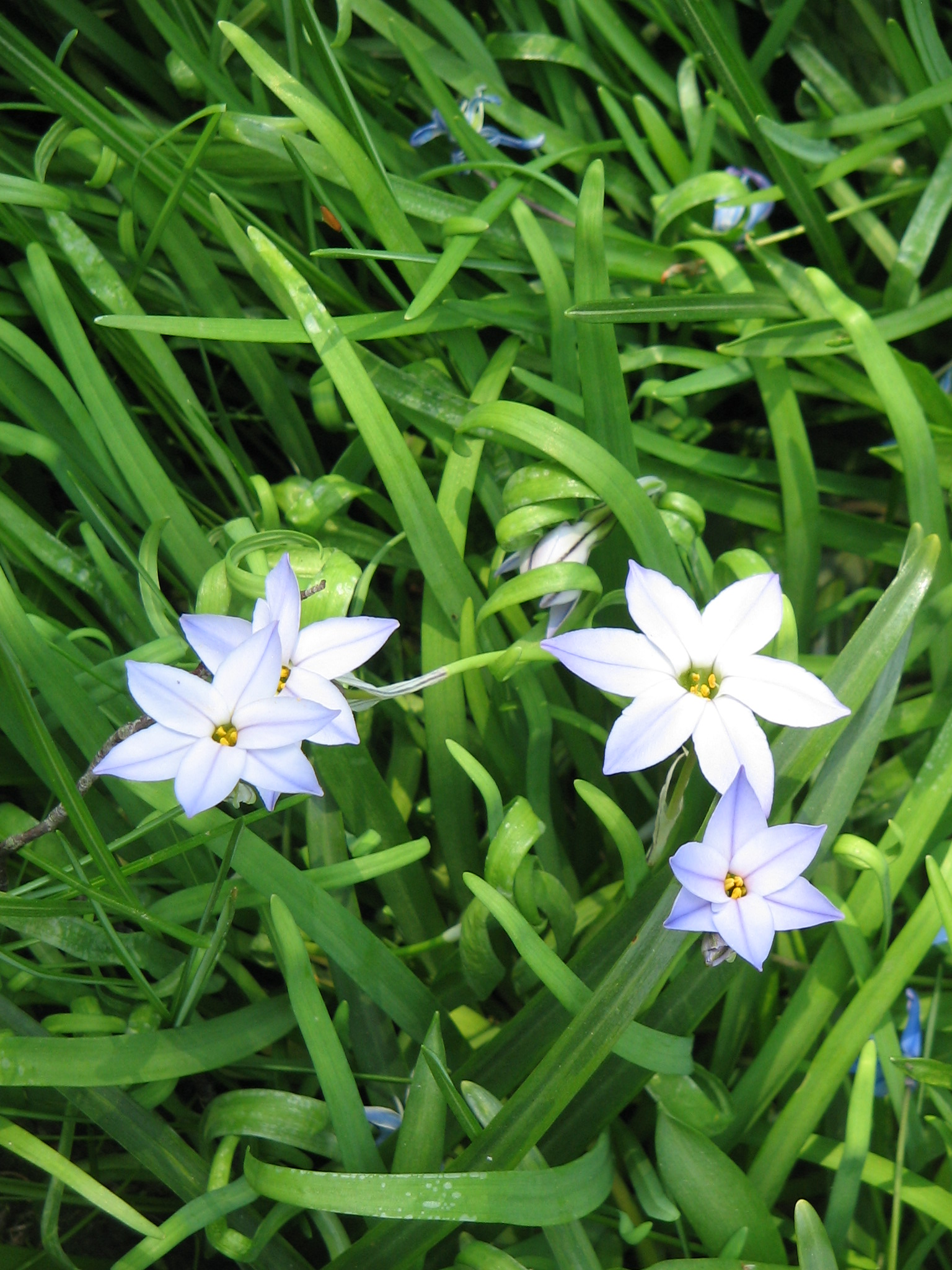
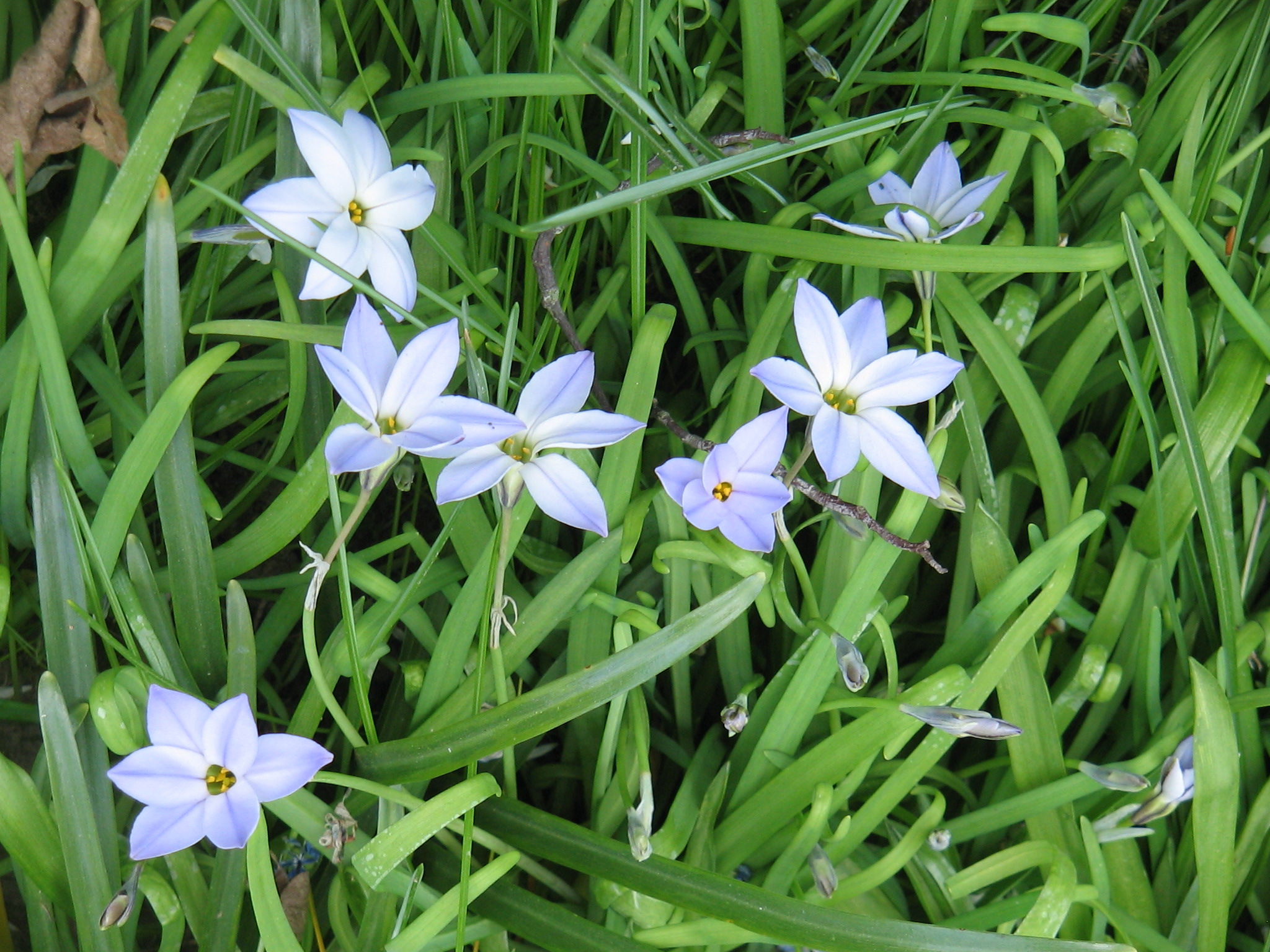